# Fàbrica Llobet-Guri
La fàbrica Llobet-Guri S.A. va ser una fàbrica de gènere de punt de Calella en funcionament durant bona part del segle xx, coneguda popularment com la «de la carretera», ja que l'edifici que la va albergar, que encara es conserva, es troba al peu de la N-II al seu pas per la població. L'element més característic d'aquest edifici és la seva façana neoclàssica. Després que l'Ajuntament n'adquirís una part, va ser reformat interiorment per tal d'acollir diversos equipaments educatius i culturals. Està inclòs a l'Inventari del Patrimoni Arquitectònic de Catalunya.

## Història
L'imperi del gènere de punt de l'empresa Llobet-Guri va ser fundat el 1891 per Josep Llobet i Guri, que seria alcalde de Calella els anys 1922-1923. La fàbrica de la carretera es va projectar el 1920 i va entrar en funcionament a partir del 1930, tot arribant a tenir més d'un miler de treballadors. El 1931 va morir Josep Llobet i els seus fills van constituir Llobet i Guri S.A. La marca amb la que es comercialitzaven els seus productes tèxtils s'anomenava El Faro de Calella, la qual va arribar a gaudir de gran prestigi arreu del món.
El 1967 els germans Llobet van partir la raó social en Llobet-Guri S.A. i Industrial Rossend Llobet S.A. A la dècada de 1970 va entrar en una crisi irreversible, de manera que el 1972 hi va haver una gran reducció de personal. El 1978 es van suspendre els contractes de treball durant quatre mesos i, finalment, el 1979 l'empresa va sol·licitar la suspensió de pagaments, de la qual no es va recuperar. Els treballadors van vendre el gènere i la maquinària que quedava i la fàbrica va tancar definitivament.

## L'edifici
La fàbrica de la carretera és un edifici industrial projectat per l'arquitecte Eusebi Bona i Puig. El conjunt s'estructura en dues grans naus perpendiculars a la carretera, amb soterrani, planta baixa, pis i sotacoberta, separades per dos patis amb un cos d'unió central destinat a la càrrega i descàrrega. Delimita l'edifici per darrere un cos paral·lel a la carretera que té com a annex la sala de calderes amb la xemeneia.
La construcció està feta a partir d'estructures d'acer, pilars, jàsseres, biguetes, cavalls de coberta, murs de càrrega de maó massís amb grans obertures, forjats unidireccionals de biguetes metàl·liques amb revoltó ceràmic i revestiment de les façanes amb morter de calç.
D'estil neoclàssic en general, cal destacar-ne la façana principal que dona a la carretera: d'inspiració clàssica, s'ordena simètricament tot transmetent una contundent impressió de solidesa. Tota ella aplacada de pedra, vol imitar el frontis d'un temple grec amb elements neoclàssics com pilastres, cornises, frisos i mètopes.